# П'ять пунктів кальвінізму
П'ять пунктів кальвінізму сформульовані наступним чином: 
- Тотальне розпутство, або тотальна зіпсутість;
- Безумовна благодать або напередвизначення;
- Обмежене спокутування або особливе викуплення;
- Дійсна благодать або незборима благодать;
- Стійкість святих або збереження святих.

Зазначене узагальнює канони, прийняті на Дордрехтському синоді у 1618 році Реформатською церквою Сполучених провінцій.
Ці п'ять пунктів іноді називають абревіатурою TULIP — Total depravity, Unconditional election, Limited atonement, Irresistible grace, Perseverance of the saints.  